# Embalse de Valbona
El embalse de Valbona se sitúa en el municipio del mismo nombre en la provincia de Teruel, España.

## Descripción
Se construyó en los años 1950 en el cauce del río Valbona, sobre una superficie de 8 hectáreas y con una capacidad máxima de 0,5 hm³. La obra fue construida mediante unas presas de tierra y una principal con una altura de 15 metros y una longitud en coronación de 194 m.
Pertenece a la Confederación Hidrográfica del Júcar.